# الجمعية الفلسطينية لحماية حقوق الإنسان
الجمعية الفلسطينية لحماية حقوق الإنسان والبيئة هي منظمة فلسطينية غير ربحية تكرس جهودها للحفاظ على حقوق الإنسان، وهي تابعة للجنة الحقوقيين الدولية (ICJ) والمنظمة العالمية لمناهضة التعذيب (OMCT) والاتحاد الدولي للحقوقيين، كما أنها عضو في اتحاد منظمات حقوق الإنسان (FIDH) وعضو في الشبكة الأورومتوسطية لحقوق الإنسان.

## لمحة تاريخية
تأسست الجمعية الفلسطينية لحماية حقوق الإنسان في أيلول (أغسطس) عام 1997 على يد خضر شقيرات الذي كان يترأس منظمة الأرض والمياه خلال فترة الانتفاضة الفلسطينية الأولى في ثمانينيات القرن العشرين، واكتسبت الجمعية الفلسطينية لحماية حقوق الإنسان، والتي استمدت قوتها الأساسية من الحزب الشيوعي الفلسطيني، سمعة طيبة لتوثيقها لانتهاكات حقوق الإنسان والمخالفات القانونية في الأراضي الفلسطينية المحتلة.

## التمويل
كانت الجمعية الفلسطينية لحماية حقوق الإنسان تتلقى تمويلها من عدد من الدول الأوروبية ومن أهمها النمسا، قبل أن تتوقف العديد من الجهات المانحة عن تمويلها على أثر تحقيق أجري في عام 2004 وخلص إلى قيام بعض مسؤولي الجمعية باختلاس أموال التمويلات. اضطرت الجمعية على خلفية هذه التحقيقات إلى تسريح الموظفين العاملين لديها وإغلاق مكتبها الواقع في بلدة الرام بالقدس، ويُرجح أن الجمعية قد أوقفت جميع أنشطتها إذ يتعذر الوصول إلى موقعها الرسمي على الشبكة العنكبوتية LAW على الويب منذ عام 2005.

## الاتهامات
سعت الجمعية الفلسطينية لحماية حقوق الإنسان منذ بداية تأسيسها إلى حل قضية الفلسطينيين بالطرق القانونية وليس من خلال العنف، وعلى الرغم من ذلك فإن بعض الإسرائيليين قد اتهموها بالتجاهل المتعمد للجرائم التي ارتكبتها السلطة الفلسطينية على حد زعمهم، كما اتهموها باتخاذ موقف أحادية الجانب وذات طبيعة دعائية.
كانت المنظمة قد تلقّت ما مجموعه حوالي 10 ملايين دولار أمريكي من المانحين خلال الفترة من أيلول (سبتمبر) عام 1997 وحتى آب (أغسطس) عام 2002، وقد كشفت التحقيقات عن اختلاس حوالي 4 ملايين دولار أمريكي من هذا المبلغ الإجمالي، أو استخدامها لأغراض أخرى عن طريق إرسال تقارير مالية زائفة أو لا يمكن حسابها. دفعت هذه الاتهامات خضر شقيرات مؤسس ومدير الجمعية للاستقالة من منصبه.